# Svantovit

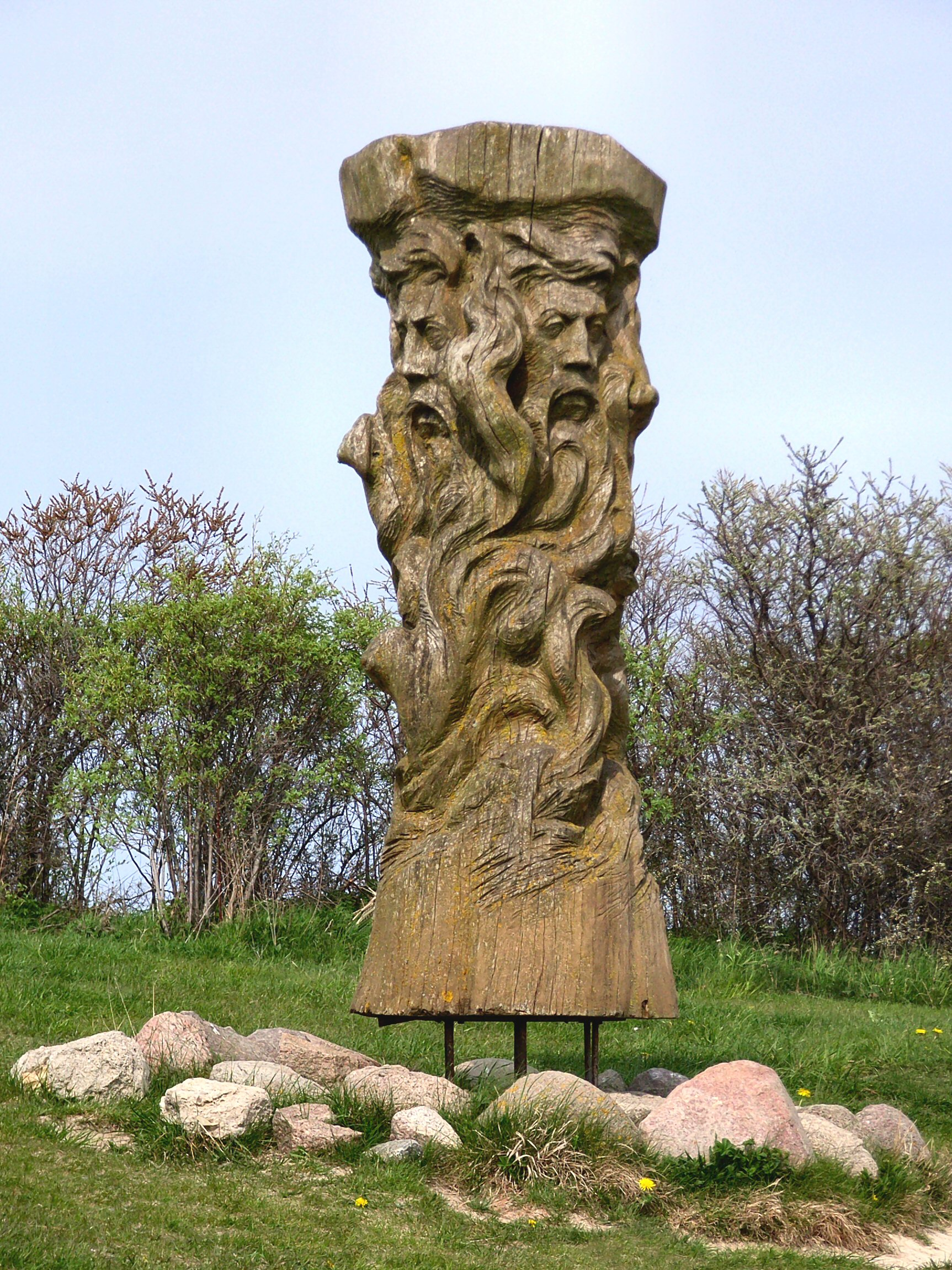
Der vierköpfige Svantovit als künstlerische Nachbildung am Kap Arkona

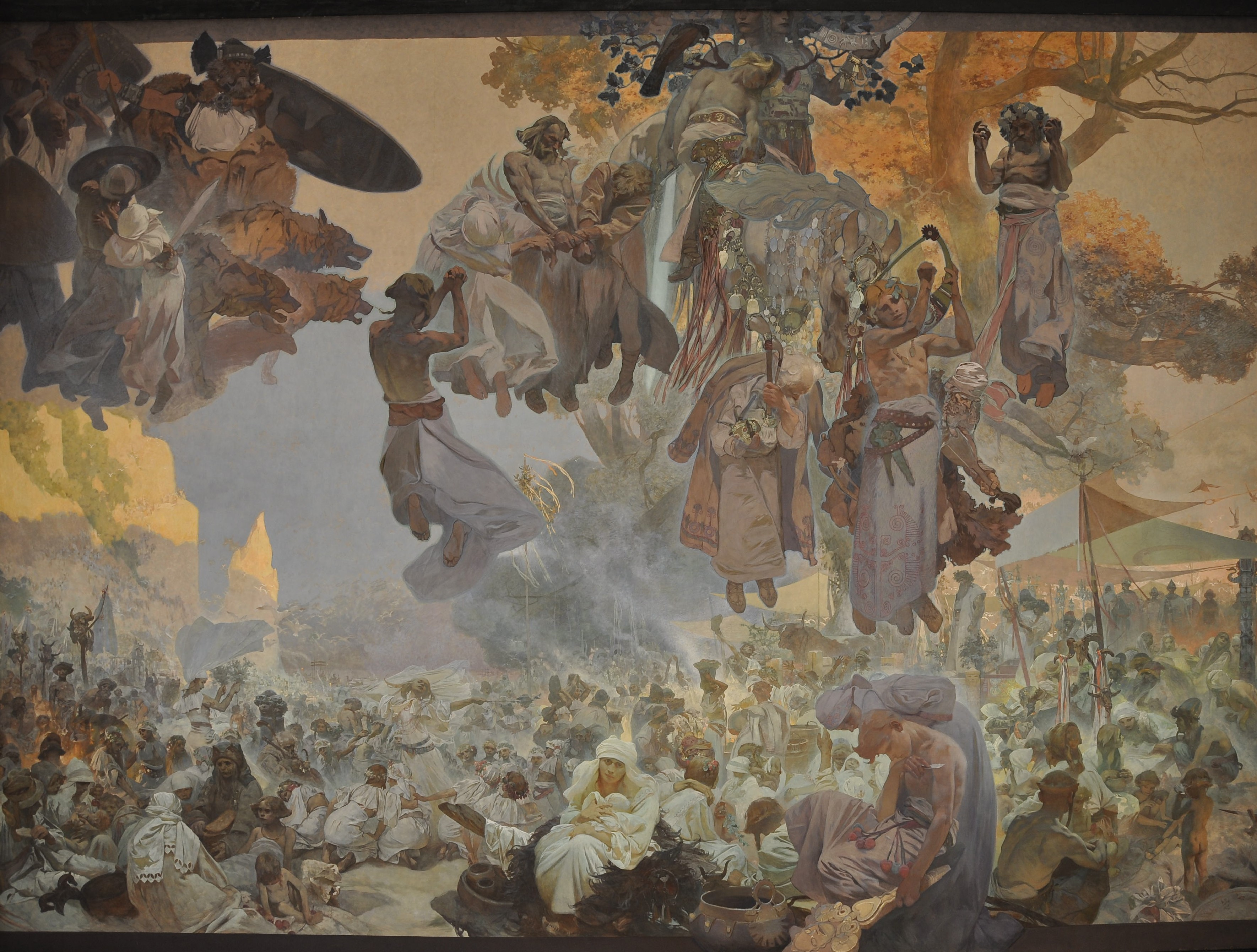
Die Svantovit-Feier auf Rügen, Gemälde aus dem Slawischen Epos von Alfons Mucha (1912)

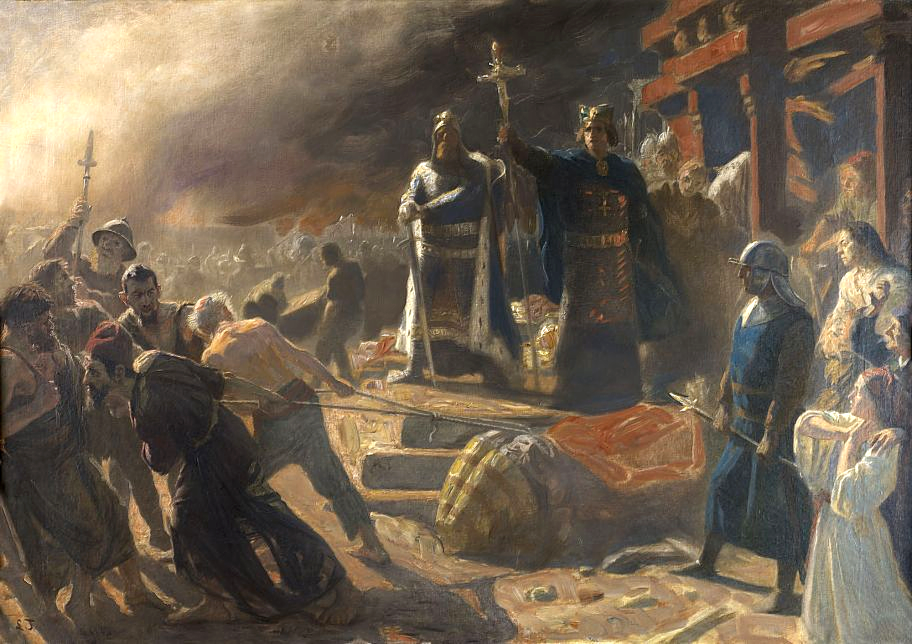
Der Svantovit-Sturz durch Absalon in Arkona, Gemälde von Laurits Tuxen (vor 1890)

Svantovit (auch Svantevit, Swantewit, Sventevit, Svetovit, Svatovit, Świętowit, Svątevit, Suvid oder Святовит) ist eine slawische Gottheit. Er war der Kriegsgott, Orakelspender und die oberste Gottheit der Ranen auf Rügen und anderer Elb- und Ostseeslawen, vergleichbar mit dem obersten Gott Perun anderer slawischer Stämme. Slawische Gottheiten haben oft mehrere Köpfe. Svantovit ist vierköpfig, jeder Kopf schaut in eine Himmelsrichtung. Dabei wird jeder Himmelsrichtung eine eigene Farbe zugeordnet: Norden weiß, Westen rot, Süden schwarz und Osten grün.

## Svantovit-Kultstätte auf Rügen

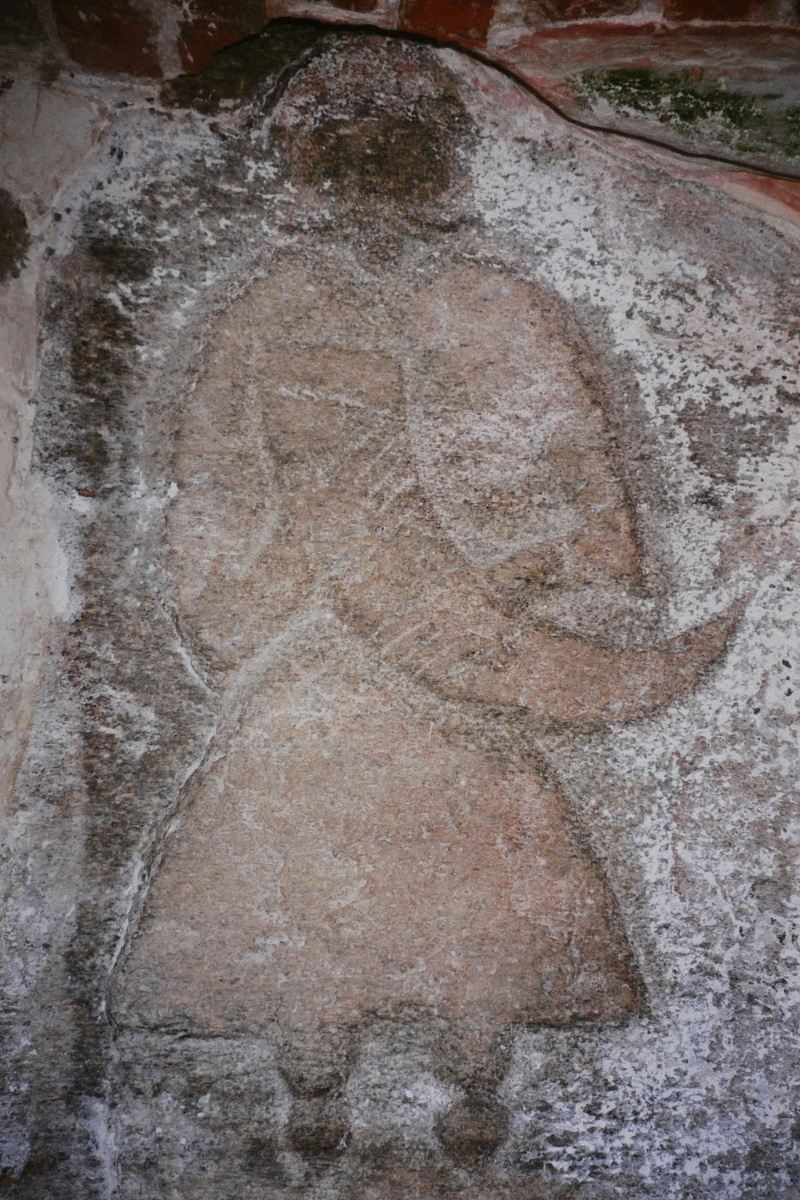
Svantowit-Stein in der Pfarrkirche Altenkirchen

Auf Kap Arkona auf der Insel Rügen stand eine hölzerne Statue, die ihn mit vier Gesichtern und einem mit Wein gefüllten Horn darstellte. Die Statue befand sich in einem quadratischen, säulengetragenen Tempel innerhalb der Jaromarsburg. Das Heiligtum galt als geistiges Zentrum der Slawen und insbesondere der auf Rügen ansässigen Ranen. Es wurde 1168 vom dänischen König Waldemar zerstört. Ein Steinrelief, das sich  in der Kirche von Altenkirchen auf Rügen befindet und von dem man annehmen könnte, dass es Svantovit abbildet, zeigt ebenfalls eine männliche Figur mit einem großen Trinkhorn. Wahrscheinlicher ist aber, dass es sich dabei um einen Priester der Gottheit handelt. Ursprünglich war der Bildstein farblich gefasst. Das Relief hat Caspar David Friedrich 1815 in einer Zeichnung skizziert. Heute befindet sich diese als Teil eines Skizzenbuchs im Nationalmuseum Oslo.
1921 glaubte der deutsche Archäologe Carl Schuchhardt, mithilfe der genauen Ortsbeschreibung des dänischen Geschichtsschreibers Saxo Grammaticus die Svantovit-Kultstätte gefunden zu haben. Forschungen nach 1945 ergaben jedoch, dass es sich bei seinem Fund vermutlich um eine dänische Missionskirche gehandelt hatte.
Wegen fortschreitender Hochuferabbrüche finden seit einigen Jahren erneut archäologische Notgrabungen auf Rügen statt, durch die überraschenderweise der Standort des Svantovit-Tempels gefunden wurde. Es handelt sich hierbei um eine rechteckige Fläche, die völlig frei von Fundstücken war, um die herum aber umso mehr Fundstücke zu finden waren, welche auf Opfergaben und (siegreich zerstörte?) Waffenteile hindeuten. Dies deckt sich auch mit der detaillierten Beschreibung durch Saxo Grammaticus, die besagt, dass der Priester innerhalb des Tempels nicht einmal atmen durfte, um ihn nicht zu verunreinigen.

## Belege des Svantovit-Kults
Für den Svantovit-Kult auf der Insel Rügen gibt es zahlreiche schriftliche und archäologische Nachweise. Die Chronica Slavorum des Chronisten Helmold von Bosau (12. Jh.) beschreibt das Svantovit-Orakel, dem zahlreiche Geschenke und Opfergaben aus der gesamten slawischen und der benachbarten nichtslawischen Welt dargebracht wurden. Ein Beispiel sei ein vom Dänenkönig Sven erhaltener, wertvoller Pokal. Die slawische Bevölkerung auf Rügen widerstand länger als andere Slawenstämme der christlichen Missionierung. Erst der Angriff des Dänenkönigs Waldemar 1168 und die Zerstörung der Opferstätte beendete die Zeit der Slawenherrschaft an der Ostsee.
Auch Saxo Grammaticus berichtet Ende des 12. Jahrhunderts von dem Svantovit-Kult. Er beschreibt genau die Kultstätte auf Kap Arkona: Ein Holztempel mit einem einzigen Eingang und einem roten Dach beherbergte das hölzerne, überlebensgroße Standbild von Svantovit. Von den vier Köpfen blickten zwei nach vorne und zwei nach hinten. Das Trinkhorn in der rechten Hand war aus Metall und wurde von einem einzelnen Priester einmal im Jahr mit Wein gefüllt, dessen Zustand der Weissagung über die kommende Ernte diente.

## Svantovit und der heilige Veit
Der rechtliche Anspruch, den das Kloster Corvey vom 12. bis ins 17. Jahrhundert auf die Insel Rügen erhob, wird in der Forschung auf den Svantovit-Kult bzw. auf eine Missdeutung dieses Kults als Verehrung des heiligen Veit (lat. sanctus Vitus), des zweiten Patrons des Klosters Corvey, zurückgeführt. Wesentlichste rechtliche Grundlage für die Forderung Corveys war die seit dem 12. Jahrhundert zu belegende Erzählung, dass sich in den 1120er Jahren bei einem Slawenzug des Herzogs von Sachsen und nachmaligen Kaisers Lothar III. besiegte Slawen als ehemalige Tributpflichtige der „civitas“ Corvey und ihres Herrn, eines gewissen „sanctus Vitus“, zu erkennen gaben, woraus dann abgeleitet wurde, dass Mönche aus Corvey schon in älterer Zeit Rügen missioniert und hierdurch rechtliche Ansprüche des Klosters begründet hätten.

## Symbole Svantovits
Von der Vielköpfigkeit, die besonders bei slawischen Gottheiten vermehrt auftritt (im Gegensatz zu keltischen und römischen Göttern), wird angenommen, sie sei ein Symbol der vielfachen Macht des jeweiligen Gottes.
Weitere Kultgegenstände, die um das Götterbild angeordnet waren sowie ein Schimmel, der nur vom Priester geritten werden durfte, wurden für andere Weissagungen eingesetzt, das Pferd z. B. für Orakel zu Kriegserfolg oder -misserfolg. Dreihundert Reiter waren jederzeit zum Schutz des Gottes und zur Mehrung seines Schatzes im Dienst.

## Opferzeremonien und Kulthandlungen
Nach den Opferzeremonien, bei denen der Priester mit angehaltenem Atem Wein und Honigkuchen darbrachte, gab es regelmäßig umfangreiche Opfergelage, die mit reichlichem Alkoholgenuss einhergingen.